# Rafael Pihlaja
John Rafael Pihlaja, ursprungligen Rönn, född 28 juli 1893 i Åbo, död 8 november 1951 i Helsingfors, var en finländsk skådespelare, teaterregissör och teaterchef.
Pihlaja var son till en skräddare och utexaminerades från Åbos klassiska lyceum 1913. Han studerade teologi vid Helsingfors universitet, men övergav studierna efter några år i förmån för teatern. Han verkade under korta perioder vid teatrar i Åbo; han var assisterande regissör vid Åbos finska teater 1918–1923, ledare vid Uleåborgs arbetarteater 1924–1926, liksom vid teatern i Kotka 1926–1928. Han var assisterande ledare vid Folkteatern 1929–1931 samt chef för Finlands nationalteater 1931–1951.
Pihlaja var gift med skådespelaren Katri Pihlaja samt 1931–1946 med operasångerskan Elli Pihlaja. Rafael Pihlaja avled i Helsingfors och är gravsatt på Sandudds begravningsplats.

## Filmografi[2]
- Onnenpotku, 1936
- Kvinnorna på Niskavuori, 1938
- Elinan surma, 1938
- Takki ja liivit pois!, 1939
- Det susar i nordanskog, 1939
- Tositarkoituksella, 1943
- Miehen kunnia, 1943
- 'Herra ja ylhäisyys' , 1944
- Ristikon varjossa, 1945
- Anna Liisa, 1945
- Sot och guld, 1945
- Ruusu ja kulkuri, 1948
- Pontevat pommaripojat, 1948
- Serenaadiluutnantti, 1949
- Katupeilin takana, 1949
- Professori Masa, 1949
- Köyhä laulaja, 1950
- Gabriel, tule takaisin, 1951